# 산지겐
산지겐(Sanzigen Inc., 株式会社 サンジゲン, Kabushiki-gaisha Sanjigen, 주식회사산지겐)은 CGI 애니메이션을 전문으로 하는 일본 애니메이션 스튜디오이다. 이 스튜디오는 2003년에 설립되었으며 이후 곤조의 전 직원에 의해 2006년에 공식적으로 통합되었으며 다양한 애니메이션 시리즈와 영화에 기여했다. 사명은 "3차원"(三次元, sanjigen)을 일본식으로 발음한 것에서 파생된다. 산지겐은 나중에 라이덴 필름가 합류하게 될 스튜디오 Ordet 및 트리거와 함께 일본 합작 지주 회사인 울트라 슈퍼 픽처스(Ultra Super Pictures)에 합류했다.
2019년 12월 13일 부시로드는 산지겐의 8.2%를 인수했다고 발표했다. 울트라 슈퍼 픽처스는 현재 산지겐의 75.4%를 소유하고 있으며 스튜디오 사장인 마쓰우라 히로아키는 회사의 16.4%를 소유하고 있다.
2020년 2월 10일, 산지겐이 새로운 CG 스튜디오 IXIXI를 구성하기 위해 Millepensee와 파트너십을 맺었다고 발표되었다.

## TV 작품
- 블랙★록 슈터
- 푸른 강철의 아르페지오
- 헤비 오브젝트
- BanG Dream!
- From ARGONAVIS
- D4DJ
- D CIDE TRAUMEREI
- BanG Dream!
- D4DJ

## 애니메이션 영화
- 009 사이보그 (영화)
- 푸른 강철의 아르페지오
- 프로메어
- BanG Dream!
- From ARGONAVIS

## 비디오 게임
- 파이어 엠블렘 풍화설월 - CGI 애니메이션
- 신 사쿠라 대전 - CGI 애니메이션
- 슈퍼 스매시브라더스 얼티밋 - CGI 애니메이션